# Industrie lourde

Raffinerie de la paroisse de Saint-Bernard, Louisiane, en 2008.

Le terme d'industrie lourde désigne en général les activités nécessitant, pour exister, l'emploi d'outils et de capitaux très importants. On peut considérer les secteurs liés à la production ou la transformation de matières premières comme les mines, la métallurgie, la sidérurgie, la pétrochimie, la papeterie et la chimie de première transformation comme étant des exemples de ce que l'on classe couramment dans l'industrie lourde,. Certaines activités à dominante mécanique ou électrique comme la construction navale ou la production d'électricité sont également de bons exemples.
Les produits issus de l'industrie lourde sont transformés par l'industrie légère en produits finis ou semi-finis.  

## Histoire
La course au gigantisme est une stratégie courante dans les industries liées aux matières premières. Elle permet d'améliorer les coûts, de s'adapter aux matières premières et d'améliorer la qualité des produits.
| Métal         | Procédé                        | Année      | Année      | Année      |
| Métal         | Procédé                        | 1950       | 1989       | 1996       |
| ------------- | ------------------------------ | ---------- | ---------- | ---------- |
| Aluminium, Al | Hydrométallurgie (tminerai/an) | 2 500 000  | 8 700 000  | 10 000 000 |
| Aluminium, Al | Métallurgie (tmétal/an)        | 130 000    | 430 000    | 2 000 000  |
| Cuivre, Cu    | Hydrométallurgie (tminerai/an) | 23 000 000 | 30 000 000 | 35 000 000 |
| Cuivre, Cu    | Métallurgie (tmétal/an)        | 260 000    | 435 000    | 450 000    |
| Plomb, Pb     | Minéralurgie (tminerai/an)     | 1 000 000  | 3 000 000  | 6 000 000  |
| Plomb, Pb     | Métallurgie (tmétal/an)        | 220 000    | 230 000    | 300 000    |
| Zinc, Zn      | Minéralurgie (tminerai/an)     | 600 000    | 3 600 000  | 3 000 000  |
| Zinc, Zn      | Métallurgie (tmétal/an)        | 160 000    | 200 000    | 685 000    |

Pour autant, cette croissance n'est pas illimitée, et peut être bloquée par des barrières technologiques, la limitation des ressources, ou, plus souvent, par le marché. Ainsi, en 1946, on estime l'optimum de capacité d'une usine sidérurgique à 1 million de tonnes d'acier/an. En 1978, des experts prédisent que l'usine sidérurgique de 1990 devrait produire 20 Mt/an pour être rentable. Or, malgré l'augmentation continue de production mondiale d'acier, la capacité des plus gros complexes sidérurgiques stagne autour de 10 millions de tonnes par an depuis les années 1980, et les mini-mills américaines qui produisent 500 000 tonnes par an se sont avérées bien plus rentables que les gros complexes sidérurgiques concurrents.

## Caractéristiques principales

### Outils

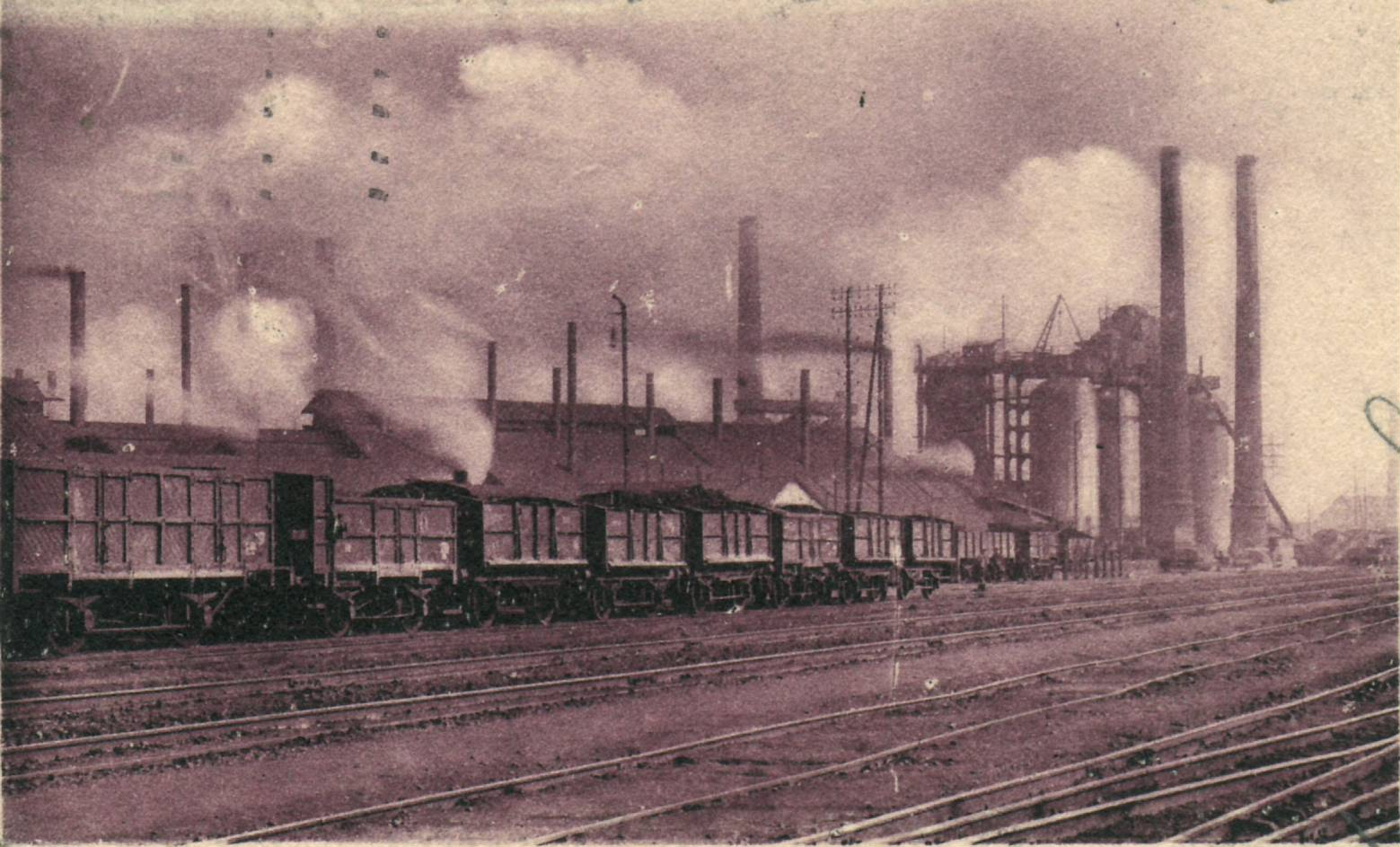
Paysage industriel de l'industrie lourde avant la Première Guerre mondiale, les hauts fourneaux d'Anzin,

À titre d'exemple, en sidérurgie, l'investissement lié à la construction d'une usine « standard » de brames à partir de minerai de fer et de houille, d'une capacité de 5 millions de tonnes par an, peut atteindre 9 milliards de dollars. Le montant de ce « ticket d'entrée » implique donc souvent :
- une participation ou une protection de la part des États, tant pour constituer que pour pérenniser un outil industriel ;
- la modernisation permanente des outils existants, moins coûteuse que la construction d'installations neuves[8] ;
- des fluctuations importantes des prix de vente (comme pour l'essence ou l'acier), dues au fait que l'offre ne peut qu'évoluer plus lentement que la demande.

Cette sensibilité à la conjoncture économique explique que, malgré leur taille, les entreprises sont fragilisées par les investissements qu'elles consentent. Les sidérurgistes lorrains ont, par exemple, été pénalisés par la construction de l'usine à chaud de la Solmer à Fos-sur-Mer, qui a coûté 14 milliards de francs en 1974, mais inaugurée en plein choc pétrolier, ce qui a bloqué la finalisation de l'usine et pénalisé sa rentabilité au point que le gouvernement estima 10 ans après que la meilleure solution consisterait à tout fermer. De même, et plus récemment, victime de la crise de 2008, le complexe sidérurgique américain de ThyssenKrupp (aciérie au Brésil et laminoirs en Alabama), dont la construction avait coûté, en 2010, près de 15 milliards de dollars au sidérurgiste allemand, a été revendu à ses concurrents 4,2 milliards trois ans après…
D'autres exemples, dans l'extraction et la métallurgie du nickel, montrent que le coût de construction d'une usine produisant  60 000 tonnes par an de ferronickel à partir de latérite, coûte environ 4 milliards de dollars (Koniambo, Nouvelle-Calédonie), soit un investissement de 70 000 dollars par tonne de nickel produite annuellement. Or en 2010, la tonne de nickel commercialisée sous la forme de ferronickel est cotée 26 000 dollars. Le coût de transformation du minerai en ferronickel se situe à la même époque entre 4 000  et   6 000 dollars pour une usine performante : l'amortissement du capital explique la différence entre prix de vente et coût de production.
La course à la taille des outils est un moyen efficace pour diminuer l'investissement spécifique, même s'il entretient la fuite en avant vers le gigantisme. Par exemple, on a, pour une fonderie de cuivre :
| Coût total ($ US) | Capacité (tonne de cathode de cuivre) | Coût ($/t de cathode de cuivre) |
| ----------------- | ------------------------------------- | ------------------------------- |
| 225 000           | 50                                    | 4 500                           |
| 487 500           | 150                                   | 3 250                           |
| 810 000           | 300                                   | 2 700                           |

Sans innovation de rupture, les coûts augmentent aussi dans le temps. Par exemple la mine et la fonderie de Silver Bell dans l'Arizona, d'une capacité de 18 000 tonnes par an de cuivre, a couté 18 millions de dollars en 1953. La mine de Copper Flat dans le Nouveau-Mexique, d'une capacité identique, a coûté 103 millions de dollars en 1982 : le coût d'investissement est passé de 1 000  à   5 720 dollars par tonne.

### Capital
Les outils étant dimensionnés pour produire, au moindre coût, de grandes quantités de produits, l'achat des matières premières devient un enjeu essentiel de la performance économique. On peut constater que le prix d'achat du baril de pétrole représente la moitié du prix du fioul lourd sur le marché intérieur européen. Pour une usine sidérurgique intégrée, les proportions peuvent être encore plus importantes : les achats de charbon et de minerai de fer correspondent à 75 % du prix de vente d'une brame (au troisième trimestre 2011 : 491 $ d'achats pour une tonne de brame vendue 646 $). La faible valeur ajoutée est donc une caractéristique essentielle de l'industrie lourde, qui privilégie alors la quantité pour trouver des marges acceptables.
On peut aussi remarquer que l'usine sidérurgique brésilienne citée plus haut, d'une capacité de 5 millions de tonnes par an, génère un chiffre d'affaires d'environ 3 500 millions d'euros. La mobilisation et la réduction du fonds de roulement représente alors également un enjeu essentiel.

### Implication des États
Les montants d'investissement en jeu, qui dépassent généralement le milliard d'euros, suscitent un intéret marqué de la part des États, qui pour des raisons écomomiques comme de prestige, subventionnent largement l'installation des usines. Les gigafactories en sont un exemple : les aides publiques couvrent fréquemment 30 % de l’investissement total promis, sachant que pour la fabrication de composants électroniques, celles-ci atteignent 40 à 50 % de l'investissement initial.
Les États se battent pour attirer les investisseurs. Par exemple, l'Inflation Reduction Act of 2022 draine vers les États-Unis des investissements. C'est ainsi que le suédois Northvolt, qui avait obtenu près de 150 millions d’euros de subventions de l'Allemagne pour sa troisième gigafactory à Heide, s'est vu proposer finalement, 18 mois plus tard, 700 millions d’euros, plus 202 millions d’euros de garanties publiques, pour que son projet ne parte pas aux États-Unis. Les montants totaux sont importants : au début de 2004, ACC cumule 1,3 milliard d’euros de fonds publics, deux tiers apportés par la France et le reste par l’Allemagne, afin de l'aider à financer les quelque cinq milliards d'investissements pour ses deux usines de Douvrin et Kaiserslautern.